# Saison 1993-1994 de la LAH
Saison précédente Saison suivante
La saison 1993-1994 de la Ligue américaine de hockey est la 58e saison de la ligue pendant laquelle seize équipes jouent chacune 80 matchs de saison régulière. Les Pirates de Portland remportent la coupe Calder.

## Changements de franchises
- Les Devils d'Utica déménagent à Saint-Jean, deviennent les Flames de Saint-Jean et passent dans la division Atlantique.
- Les Skipjacks de Baltimore déménagent à Portland, devenant les  Pirates de Portland et jouent dans la division Nord.
- Les Citadels d'Halifax déménagent à Cornwall, sont renommés en Aces de Cornwall et passent dans la division Sud.
- Les Islanders de Capital District déménagent à Albany et prennent le nom de River Rats.
- Les Senators de New Haven déménagent à Charlottetown, deviennent les Senators de l'Île-du-Prince-Édouard dans la division Atlantique.

## Saison régulière

### Classement
| Clt   | Équipe                              | PJ | V  | D  | N  | BP  | BC  | Pts |
| ----- | ----------------------------------- | -- | -- | -- | -- | --- | --- | --- |
| +001, | Maple Leafs de Saint-Jean           | 80 | 45 | 23 | 12 | 360 | 287 | 102 |
| +002, | Flames de Saint-Jean                | 80 | 37 | 33 | 10 | 304 | 305 | 84  |
| +003, | Hawks de Moncton                    | 80 | 37 | 36 | 7  | 310 | 303 | 81  |
| +004, | Oilers du Cap-Breton                | 80 | 32 | 35 | 13 | 316 | 339 | 77  |
| +005, | Canadiens de Fredericton            | 80 | 31 | 42 | 7  | 294 | 296 | 69  |
| +006, | Senators de l'Île-du-Prince-Édouard | 80 | 23 | 49 | 8  | 269 | 356 | 54  |

| Clt   | Équipe                    | PJ | V  | D  | N  | BP  | BC  | Pts |
| ----- | ------------------------- | -- | -- | -- | -- | --- | --- | --- |
| +001, | Red Wings de l'Adirondack | 80 | 45 | 27 | 8  | 333 | 273 | 98  |
| +002, | Pirates de Portland       | 80 | 43 | 27 | 10 | 328 | 269 | 96  |
| +003, | River Rats d'Albany       | 80 | 38 | 34 | 8  | 312 | 315 | 84  |
| +004, | Indians de Springfield    | 80 | 29 | 38 | 13 | 309 | 327 | 71  |
| +005, | Bruins de Providence      | 80 | 28 | 39 | 13 | 283 | 319 | 69  |

| Clt   | Équipe                 | PJ | V  | D  | N  | BP  | BC  | Pts |
| ----- | ---------------------- | -- | -- | -- | -- | --- | --- | --- |
| +001, | Bears de Hershey       | 80 | 38 | 31 | 11 | 306 | 298 | 87  |
| +002, | Canucks de Hamilton    | 80 | 36 | 37 | 7  | 302 | 305 | 79  |
| +003, | Aces de Cornwall       | 80 | 33 | 36 | 11 | 294 | 295 | 77  |
| +004, | Americans de Rochester | 80 | 31 | 34 | 15 | 277 | 300 | 77  |
| +005, | Rangers de Binghamton  | 80 | 33 | 38 | 9  | 312 | 322 | 75  |

- En gras : qualifiés pour les séries

### Meilleurs pointeurs
| Joueur          | Équipe                    | PJ | B  | A  | Pts | Pun |
| --------------- | ------------------------- | -- | -- | -- | --- | --- |
| Tim Taylor      | Red Wings de l'Adirondack | 79 | 36 | 81 | 117 | 86  |
| Rich Chernomaz  | Maple Leafs de Saint-Jean | 78 | 45 | 65 | 110 | 199 |
| Stéphane Morin  | Canucks de Hamilton       | 69 | 38 | 71 | 109 | 48  |
| Jeff Nelson     | Pirates de Portland       | 80 | 34 | 73 | 107 | 92  |
| Yanic Perreault | Maple Leafs de Saint-Jean | 62 | 45 | 60 | 105 | 38  |
| Mitch Lamoureux | Bears de Hershey          | 80 | 45 | 60 | 105 | 92  |
| Mike Tomlak     | Indians de Springfield    | 79 | 44 | 56 | 100 | 53  |
| Mark Pederson   | Red Wings de l'Adirondack | 62 | 52 | 45 | 97  | 37  |
| Chris Snell     | Maple Leafs de Saint-Jean | 75 | 22 | 74 | 96  | 92  |
| Patrik Augusta  | Maple Leafs de Saint-Jean | 77 | 53 | 43 | 96  | 105 |

## Séries éliminatoires
Les séries sont organisées ainsi :
- Les quatre premières équipes de chaque division sont qualifiées. La première rencontre la quatrième et la deuxième affronte la troisième au meilleur des sept matchs. Les vainqueurs s'affrontent à nouveau au meilleur des sept matchs.
- Parmi les trois équipes gagnantes, celle qui a obtenu le plus de points en saison régulière est qualifiée directement pour la finale de la coupe Calder pendant que les deux autres s'affrontent au meilleur des trois matchs pour le gain de la deuxième place de finaliste.
- La finale se joue au meilleur des sept matchs[3].

### 1eret2etours

#### Division Atlantique
|  | Demi-finales              | Demi-finales              | Demi-finales | Demi-finales |            |            | Finale | Finale | Finale | Finale |
|  |                           |                           |              |              |            |            |        |        |        |        |
|  |                           |                           |              |              |            |            |        |        |        |        |
|  | Maple Leafs de Saint-Jean | Maple Leafs de Saint-Jean | 4            | 4            |            |            |        |        |        |        |
|  | Maple Leafs de Saint-Jean | Maple Leafs de Saint-Jean | 4            | 4            |            |            |        |        |        |        |
|  | Cap-Breton                | Cap-Breton                | 1            | 1            |            |            |        |        |        |        |
|  | Cap-Breton                | Cap-Breton                | 1            | 1            | Saint-Jean | Saint-Jean | 2      | 2      |        |        |
|  |                           |                           |              |              | Saint-Jean | Saint-Jean | 2      | 2      |        |        |
|  |                           |                           | Moncton      | Moncton      | 4          | 4          |        |        |        |        |
|  | Flames de Saint-Jean      | Flames de Saint-Jean      | Moncton      | Moncton      | 4          | 4          | 3      | 3      |        |        |
|  | Flames de Saint-Jean      | Flames de Saint-Jean      |              |              |            |            |        | 3      |        |        |
|  | Moncton                   | Moncton                   | 4            | 4            |            |            |        |        |        |        |
|  | Moncton                   | Moncton                   | 4            | 4            |            |            |        |        |        |        |

#### Division Nord
|  | Demi-finales | Demi-finales | Demi-finales | Demi-finales |            |            | Finale | Finale | Finale | Finale |
|  |              |              |              |              |            |            |        |        |        |        |
|  |              |              |              |              |            |            |        |        |        |        |
|  | Adirondack   | Adirondack   | 4            | 4            |            |            |        |        |        |        |
|  | Adirondack   | Adirondack   | 4            | 4            |            |            |        |        |        |        |
|  | Springfield  | Springfield  | 2            | 2            |            |            |        |        |        |        |
|  | Springfield  | Springfield  | 2            | 2            | Adirondack | Adirondack | 2      | 2      |        |        |
|  |              |              |              |              | Adirondack | Adirondack | 2      | 2      |        |        |
|  |              |              | Portland     | Portland     | 4          | 4          |        |        |        |        |
|  | Portland     | Portland     | Portland     | Portland     | 4          | 4          | 4      | 4      |        |        |
|  | Portland     | Portland     |              |              |            |            |        | 4      |        |        |
|  | Albany       | Albany       | 1            | 1            |            |            |        |        |        |        |
|  | Albany       | Albany       | 1            | 1            |            |            |        |        |        |        |

#### Division Sud
|  | Demi-finales | Demi-finales | Demi-finales | Demi-finales |         |         | Finale | Finale | Finale | Finale |
|  |              |              |              |              |         |         |        |        |        |        |
|  |              |              |              |              |         |         |        |        |        |        |
|  | Hershey      | Hershey      | 4            | 4            |         |         |        |        |        |        |
|  | Hershey      | Hershey      | 4            | 4            |         |         |        |        |        |        |
|  | Rochester    | Rochester    | 0            | 0            |         |         |        |        |        |        |
|  | Rochester    | Rochester    | 0            | 0            | Hershey | Hershey | 3      | 3      |        |        |
|  |              |              |              |              | Hershey | Hershey | 3      | 3      |        |        |
|  |              |              | Cornwall     | Cornwall     | 4       | 4       |        |        |        |        |
|  | Hamilton     | Hamilton     | Cornwall     | Cornwall     | 4       | 4       | 0      | 0      |        |        |
|  | Hamilton     | Hamilton     |              |              |         |         |        | 0      |        |        |
|  | Cornwall     | Cornwall     | 4            | 4            |         |         |        |        |        |        |
|  | Cornwall     | Cornwall     | 4            | 4            |         |         |        |        |        |        |

### Demi-finales et finale de la Coupe Calder
|  | Demi-finales | Demi-finales | Demi-finales | Demi-finales |   |   | Finale | Finale | Finale | Finale |
|  |              |              |              |              |   |   |        |        |        |        |
|  |              |              |              |              |   |   |        |        |        |        |
|  |              |              |              |              |   |   |        |        |        |        |
|  |              |              |              |              |   |   |        |        |        |        |
|  |              |              |              |              |   |   |        |        |        |        |
|  | Portland     | Portland     | 4            | 4            |   |   |        |        |        |        |
|  | Portland     | Portland     | 4            | 4            |   |   |        |        |        |        |
|  |              |              | Moncton      | Moncton      | 2 | 2 |        |        |        |        |
|  | Moncton      | Moncton      | Moncton      | Moncton      | 2 | 2 | 2      | 2      |        |        |
|  | Moncton      | Moncton      |              |              |   |   |        | 2      |        |        |
|  | Cornwall     | Cornwall     | 0            | 0            |   |   |        |        |        |        |
|  | Cornwall     | Cornwall     | 0            | 0            |   |   |        |        |        |        |

## Trophées

### Trophées collectifs
| Coupe Calder : Vainqueurs des séries                        | Pirates de Portland       |
| Trophée Richard-F.-Canning : Vainqueurs de la division Nord | Pirates de Portland       |
| Trophée Robert-W.-Clarke : Vainqueurs de la division Sud    | Aces de Cornwall          |
| Trophée F.-G.-« Teddy »-Oke : Champions de la division Nord | Red Wings de l'Adirondack |
| Trophée John-D.-Chick : Champions de la division Sud        | Bears de Hershey          |

### Trophées individuels
| Trophée Les-Cunningham : Meilleur joueur de la saison                                 | Rich Chernomaz - Maple Leafs de Saint-Jean       |
| Trophée John-B.-Sollenberger : Meilleur pointeur                                      | Tim Taylor (Red Wings de l'Adirondack)           |
| Trophée Dudley-« Red »-Garrett : Meilleure recrue                                     | René Corbet (Aces de Cornwall)                   |
| Trophée Eddie-Shore : Meilleur défenseur de la saison                                 | Chris Snell (Maple Leafs de Saint-Jean)          |
| Trophée Aldege-« Baz »-Bastien : Meilleur gardien                                     | Frederic Chabot (Bears de Hershey)               |
| Trophée Harry-« Hap »-Holmes : Gardien(s) de l'équipe ayant encaissé le moins de buts | Olaf Kölzig et Byron Dafoe (Pirates de Portland) |
| Trophée Louis-A.-R.-Pieri : Meilleur entraîneur de la saison                          | Barry Trotz (Pirates de Portland)                |
| Trophée Fred-T.-Hunt : Joueur au meilleur esprit sportif'                             | Jim Nesich (Oilers du Cap-Breton)                |
| Trophée Jack-A.-Butterfield : Meilleur joueur des séries                              | Olaf Kölzig (Pirates de Portland)                |